# Фурманово (Калінінградська область)
Фурманово (рос. Фурманово) — селище Гусєвського району, Калінінградської області Росії. Входить до складу Гусєвського міського поселення.
Населення —  723 особи (2015 рік). 

## Населення
| 2002 | 2010 |
| ---- | ---- |
| 731  | ↘723 |